# Mes
|  | «Mesos» redirigeix aquí. Vegeu-ne altres significats a «Mesos (desambiguació)». |

|  | No s'ha de confondre amb Més. |

Un mes és cada un dels dotze períodes d'entre vint-i-vuit i trenta-un dies en què es divideix l'any. Inicialment mes era sinònim de llunació, que aproximadament dura vint-i-nou dies i mig. En un any hi ha dotze lunacions i sobren 10 dies. Primer aquests dies sobrers no eren de cap mes, però amb el temps es van anar repartint entre els diferents mesos, fins a arribar a la situació actual, en què mes i llunació no coincideixen. La duració dels mesos es va establir de forma aleatòria: per exemple, el juliol i l'agost tenen tots dos 31 dies perquè es va considerar que el mes dedicat a Cèsar August no havia de tenir menys dies que el dedicat a Juli Cèsar; i el febrer, darrer mes de l'any romà, es va quedar amb menys dies que la resta. Cada mes agrupa un mínim de quatre setmanes.

## El mes en astronomia
El  mes  és una unitat de temps, usada en el calendari que és el període que triga la Lluna a donar una revolució al voltant de la Terra. El moviment de la Lluna en la seva òrbita és molt complicat i el seu període no és constant. És més, en moltes cultures (calendari hebreu i calendari musulmà) el principi del mes coincideix amb la primera aparició del creixent lunar Lluna nova després de l'ocàs damunt de l'horitzó occidental. La data i temps d'esta observació real depenen de la longitud geogràfica exacta així com la latitud, les condicions atmosfèriques, l'atenció visual dels observadors, etc. Per consegüent no poden predir-se el principi i longituds de mesos en estos calendaris amb precisió. La majoria dels jueus segueixen un calendari precalculat.

## Concepcions de mes

### Mes sinòdic
El concepte tradicional sorgeix amb el cicle de fase de la lluna. És el període perquè la Lluna repetisca consecutivament la mateixa fase, val ~29.53 dies. La causa de les fases de la Lluna és que veiem la part de la Lluna que s'il·lumina pel Sol i això depèn de la seva posició relativa respecte al Sol (vista des de la Terra). Ja que la Terra gira al voltant del Sol, la Lluna tarda un temps extra (després de completar un mes sideral) en tornar a la mateixa posició respecte al Sol. Este període més llarg s'anomena  sinòdic. A causa de les pertorbacions de les òrbites de la Terra i Lluna, el temps real entre llunacions pot variar entre aproximadament 29.27 i aproximadament 29.83 dies.
De les excavacions els investigadors han deduït que els nostres avantpassats comptaven el temps usant les fases de la Lluna ja en el Paleolític. El mes sinòdic és encara la base de molts calendaris.

### Mes sideral
El període real de l'òrbita de la Lluna, prenent com a referència les estreles fixes s'anomena  mes sideral, perquè és el temps que pren la Lluna per a tornar a la mateixa posició entre les estreles fixes en l'esfera celeste. Val aproximadament 27 1/3 dies generalment. Aquest tipus de mes ha aparegut entre les cultures de l'Orient Mitjà, l'Índia i la Xina de la manera següent: ells van dividir el cel en vint-i-vuit parts, caracteritzant una constel·lació, durant cada dia del mes de manera que se segueix l'empremta que la Lluna deixa entre les estreles.

### Mes tròpic
És costum especificar posicions de cossos celestials amb respecte equinocci vernal. A causa de precessió dels equinoccis, este punt retrograda sobre l'eclíptica. Per consegüent la Lluna tarda menys temps per a tornar a l'equinocci que al mateix punt entre les estreles fixes. Així el mes tròpic és lleugerament més curt que el mes sideral.

### Mes anomalístic
Com totes les òrbites, l'òrbita de la Lluna és una el·lipse en compte d'un cercle. Tanmateix, l'orientació (així com la forma) d'esta òrbita no és fix. En particular, la posició dels punts extrems (la línia dels àpsides: perigeu i apogeu), fa una volta en aproximadament nou anys. La Lluna empra més temps a passar pel mateix àpside perquè aquest es mou cap avant durant la revolució. Aquest període més llarg s'anomena mes anomalístic , i té una longitud mitjana d'aproximadament 27 1/2 dies. El diàmetre de la Lluna varia amb aquest període, i per consegüent este tipus de mes té alguna rellevància per a la predicció dels eclipsis (vegeu Saros) en què la magnitud, duració, i aparença depenen en el diàmetre exacte de la Lluna.

### Mes draconític
L'òrbita de la Lluna està en un pla inclinat respecte al pla de l'eclíptica: té una inclinació d'uns cinc graus. La línia d'intersecció d'este pla amb l'eclíptica defineix dos punts en l'esfera celestial: els nodes ascendent i node descendent. Estos nodes no són fixos sinó que giren retrogradant i donant una volta completa en aproximadament 18.6 anys. El temps que tarda la Lluna per a tornar al mateix node és novament més curt que un mes sideral (ja que els nodes van a la seva trobada): açò s'anomena el mes draconític  mes que té una longitud mitjana d'uns 27 1/5 dies. És important per a predir els eclipsis: estos tenen lloc quan el Sol, Terra i Lluna estan en una línia. Ara (com vist de la Terra) el Sol segueix l'eclíptica, mentre la Lluna segueix la seva pròpia òrbita que és inclinada. Els tres cossos només estan en una línia quan la Lluna està prop de l'eclíptica, és a dir quan està prop d'un dels nodes. El terme draconític es refereix al drac mitològic que viu en els nodes i regularment “es menja” el Sol o Lluna durant l'eclipsi.

## Les longituds delsmesos astronòmics
La duració mitjana dels diferents mesos lunars no és constant. Així junt amb la llista, es dona la seva variació lineal secular.
Vàlid per a l'època 2000 (1 gener. 2000 12:00 Temps d'efemèrides):
| Mes sinòdic     | 29,530588853 + 0,000000002162 dies |
| Mes sideral     | 27,321661547 + 0,000000001857 dies |
| Mes tròpic      | 27,321582241 + 0,000000001506 dies |
| Mes anomalístic | 27,554549878 - 0,000000010390 dies |
| Mes draconític  | 27,212220817 + 0.000000003833 dies |

## El mes en el calendari gregorià
Tant en el Calendari Gregorià, com en el Calendari julià, l'any té dotze mesos. En català, cada un d'aquests mesos té un nom d'origen llatí: 
| Mes          | Dies    | Nom original                                                 |
| ------------ | ------- | ------------------------------------------------------------ |
| 1. Gener     | 31      | (XI) Ianuarius (de Janus, Déu de les portes)                 |
| 2. Febrer    | 28 o 29 | (XII) Februarius (de Februus, antic Déu etrusc)              |
| 3. Març      | 31      | (I) Mars (de Mars, Déu de la guerra)                         |
| 4. Abril     | 30      | (II) Aprilis (d'Apru, deessa etrusca)                        |
| 5. Maig      | 31      | (III) Maius (de Maia, deessa floral)                         |
| 6. Juny      | 30      | (IV) Iunius (de Juno, deessa del matrimoni)                  |
| 7. Juliol    | 31      | (V) Quintilis (cinquè mes) i Iulius (en honor de Juli Cèsar) |
| 8. Agost     | 31      | (VI) Sextilis (sisè mes) i Augustus (en honor d'August)      |
| 9. Setembre  | 30      | (VII) September (setè mes)                                   |
| 10. Octubre  | 31      | (VIII) October (vuitè mes)                                   |
| 11. Novembre | 30      | (XIX) November (novè mes)                                    |
| 12. Desembre | 31      | (X) December (desè mes)                                      |

Al capdamunt de l'artell: 31 dies.
Entre els artells: 30 dies (excepte febrer).

El mes de febrer té 29 dies en els anys de traspàs: un de cada quatre anys té 366 dies, tret d'un de cada 100, tot i que cada 400 anys no es té en compte aquesta última excepció. Aquests ajustaments es fan per tal d'ajustar el calendari amb les estacions.
Un codi mnemotècnic per recordar les longituds dels mesos és sostindre els seus dos punys amb el nuc de l'índex de la seva mà esquerra contra el nuc de l'índex de la seva mà dreta. Llavors, començant amb gener i el nuc xicotet de la seva mà esquerra, el nuc representa un mes de 31 dies, i l'espai entre nuc i nuc representa un mes curt. Aquest codi mnemotècnic ha estat ensenyat als prescolars durant dècades per aprendre la durada dels mesos.

### Els noms dels mesos
- Gener (en llatí Ianuarius) El nom procedeix de Janus, el déu romà de les portes i els començaments. A l'antic calendari romà, Gener era l'onzè mes de l'any. Al segle i aC, amb el Calendari Julià, va passar a ser considerat com el primer mes. L'1 de gener, els romans oferien sacrificis a Janus perquè donés un bon començament al nou any.
- Febrer (en llatí Februarius) El nom prové de la paraula llatina februar, que es referia als festivals de la purificació que se celebraven a l'antiga Roma durant aquest mes.
- Març (en llatí Martius): Per als antics romans, essencialment guerrers, aquest mes consagrat al déu de la guerra, Mart, era el primer de l'any, va ser amb el Calendari Julià, quan es va establir que gener seria el primer mes de l'any, quan març va passar a ser el tercer.
- Abril (en llatí Aprilis): El nom d'aquest mes es deriva de la paraula llatina aperire que significa "obrir". Els romans van triar el nom d'abril probablement perquè començava l'estació en què la naturalesa començava de nou a "obrir-se".
- Maig (en llatí Maius): Era el tercer mes a l'antic calendari romà i tradicionalment s'accepta que deu el seu nom a Maia, la deessa romana de la primavera i els cultius. Les celebracions en honor de Flora, la deessa de les flors, arribaven el seu punt culminant a l'antiga Roma l'1 de maig.
- Juny (en llatí Iunius): Hi ha diferents versions sobre l'etimologia del mes de juny. Alguns historiadors pensen que el nom d'aquest mes prové del nom de la deessa romana Juno, la deessa del matrimoni. Altres autors proposen, en canvi, que l'origen del nom d'aquest mes prové de la paraula llatina iuniores (joves) en oposició a maiores (majors) per al mes de maig, quedant així els dos mesos dedicats a la joventut i a la vellesa respectivament.
- Juliol (Quintilis): Era el cinquè mes de l'any en el calendari romà primitiu i per això va ser anomenat Quintilis, o cinquè mes, pels romans. Va ser el mes en què va néixer Juli Cèsar, i en el 44 aC, any del seu assassinat, el mes va rebre el nom de juliol en honor seu.
- Agost (Sextilis): Com que era el sisè mes del calendari romà, que comença al març, va ser originalment anomenat Sextilis (en llatí, sextus, que vol dir "sisè"). Se li va donar el nom d'agost en honor de l'emperador romà Cèsar Octavi August.
- Setembre (September): Era el setè mes del calendari romà i rep el nom de la paraula llatina septem, que significa "set".
- Octubre (October): Octubre era el vuitè mes de l'antic calendari romà (en llatí octo, que significa "vuit").
- Novembre (November): Entre els romans era el novè mes de l'any (en llatí, novem).
- Desembre (December): Desembre era el desè mes (en llatí, decem, significa "deu") en el calendari romà.

## El meshebreu
Segons el calendari hebreu els anys poden tenir 12 o 13 mesos, que reben els noms de:
1. Nisan
2. Iyyar
3. Sivan
4. Tammuz
5. Av
6. Elul
7. Tishri
8. Heshvan
9. Kislev
10. Tevet
11. Shevat
12. Adar1 (afegit quan té 13 mesos)
13. Adar2 (simplificat a Adar quan l'any té 12 mesos)

## El mespersa
El calendari persa contempla també 12 mesos, que reben els següents noms:
1. Farvardin (فروردین)
2. Ordibehesht (اردیبهشت)
3. Khordad (خرداد)
4. Tir (تیر)
5. Mordad (مرداد)
6. Shahrivar (شهریور)
7. Mehr (مهر)
8. Aban (آبان)
9. Azar (آذر)
10. Dey (دی)
11. Bahman (بهمن)
12. Esfand (اسفند)

## El mesislàmic
El calendari islàmic també contempla 12 mesos, essent el més important el Ramadà
1. Muharram محرّم
2. Safar صفر
3. Rabi`-ul-Awwal (Rabi' I) ربيع الأول
4. Rabi`-ul-Akhir (Rabi' II) ربيع الآخر أو ربيع الثاني
5. Jumaada-ul-Awwal (Jumaada I) جمادى الأول
6. Jumaada-ul-Akhir (Jumaada II) جمادى الآخر أو جمادى الثاني
7. Rajab رجب
8. Sha'aban شعبان
9. Ramadà رمضان
10. Shawwal شوّال
11. Dhul Qadah ذو القعدة
12. Dhul Hijja ذو الحجة

## El mesrepublicà
La Revolució Francesa va promoure un nou calendari, on els mesos tenien tots 30 dies:
1. Veremari
2. Brumari
3. Frimari
4. Nivós
5. Pluviós
6. Ventós
7. Germinal
8. Floreal
9. Pradal
10. Messidor
11. Termidor
12. Fructidor

## El calendari "dels quaranta dies"
Gran part de les festes i cicles litúrgics s'estableixen tenint en compte les efemèrides solars (Nadal, Nit de Sant Joan, sant Josep), la combinació d'aquestes amb el cicle lunar (Pasqua) o el cicle lunar en exclusiva (Ramadà). Però hi ha altres, i també cicles litúrgics o festius, que s'estableixen basant-se en un nombre particular, el 40, en tant que duren 40 dies o se celebren 40 dies abans o després d'alguna altra efemèride particular. El 40 apareix com a referent en nombroses manifestacions culturals relatives a la mesura del temps, generalment associat a períodes d'espera o l'anunci de canvis.
| 40 dies | data                               | Festivitat                                | Altres festes |
| --- | ---------------------------------- | ----------------------------------------- | --- |
| ... Després de Nadal (immediatament després del solstici d'hivern) | 2 de febrer                        | La Candelera                              | Aquelarre de bruixes a l'antiga Britànnia |
| ... Després de l'equinocci de primavera | 1 de maig                          | Les creus de maig                         | Festival de Beltane en els pobles celtes Nit de Walpurgis (Alemanya) Aquelarres de bruixes a l'antiga Britànnia |
| ... Abans del diumenge de Pasqua (l'anterior a la primera lluna plena després de l'equinocci de primavera) | Variable (segons el cicle pasqual) | Dimecres de Cendra (inici de la Quaresma) | La setmana d'abans: carnaval El diumenge posterior al dimecres de cendra: diumenge de pinyata |
| El temps que dura la quaresma (paraula que prové del llatí Quadragesima, que vol dir quaranta, realment són 46 dies naturals, encara que, com es tracta de dies de dejuni i els diumenges no compten, el total queda reduït a 40 dies) | Variable (segons el cicle pasqual) |                                           | En acabar, diumenge de rams i Setmana Santa En acabar la setmana santa: diumenge de Pasqua (florida) Sant Vicenç (processó de l'extremunció): vuit dies després del diumenge de Pasqua Santa Faç (Alacant): dijous posterior a Sant Vicenç Pentecosta o Pasqua granada: set setmanes després de la Pasqua (florida) (Deuteronomi 16/10; Números 28.26), és a dir, cinquanta dies després si incloem el mateix diumenge de Pasqua, d'on li ve el nom grec de la Pentecosta; antigament se celebrava per commemorar el final de la recollida de l'ordi (d'aquí el nom de Pasqua granada) Corpus Christi: dijous següent a Pentecosta Trinitat: diumenge anterior a Corpus Christi |
| ... Després del dissabte de glòria | Variable (segons el cicle pasqual) | L'Ascensió (sempre en dijous)             | |
| ... Del solstici d'estiu | 2 d'agost                          |                                           | Aquelarre de bruixes a l'antiga Britànnia |
| ... Després de l'equinocci de la tardor | 1 de novembre                      | Tots Sants                                | Aquelarre de bruixes a l'antiga Britànnia Hallowe'en als Estats Units d'Amèrica Samhain celta |